# Adam Ndlovu
Adam Ndlovu (República de Rodesia, 26 de junio de 1970-Victoria Falls, Zimbabue, 16 de diciembre de 2012) fue un futbolista de Zimbabue que jugó en la posición de delantero centro. Era el hermano del también futbolista Peter Ndlovu.

## Carrera

### Club
| Periodo   | Club                |
| --------- | ------------------- |
| 1992–1994 | Highlanders FC      |
| 1994–1997 | SC Kriens           |
| 1997–2000 | SR Delémont         |
| 2000–2001 | FC Zürich           |
| 2001–2002 | Highlanders FC      |
| 2002–2003 | Moroka Swallows     |
| 2003–2004 | Dynamos             |
| 2004–2005 | Free State Stars FC |

### Selección nacional
Jugó para Zimbabue en 52 ocasiones de 1992 a 2004 y anotó 34 goles; participó en la Copa Africana de Naciones 2004 donde anotó un gol en la victoria por 2-1 ante Argelia en Sousse.

## Fallecimiento
Ndlovu murió luego de que se reventara una llanta de su vehículo cuando estaba cerca del Victoria Falls Airport, lo que provocó que se saliera de la vía y chocara contra un árbol. Su hermano Peter sobrevivió al choque pero resultó herido de gravedad.

## Logros
- Liga Premier de Zimbabue (2): 1993, 2001
- Copa de Zimbabue (1): 2001
- Trofeo de la Independencia de Zimbabue (1): 2001
- Zimbabwean Charity Shield (1): 2001
- Primera División de Sudáfrica (1): 2004/05